# Johannes Stepkes

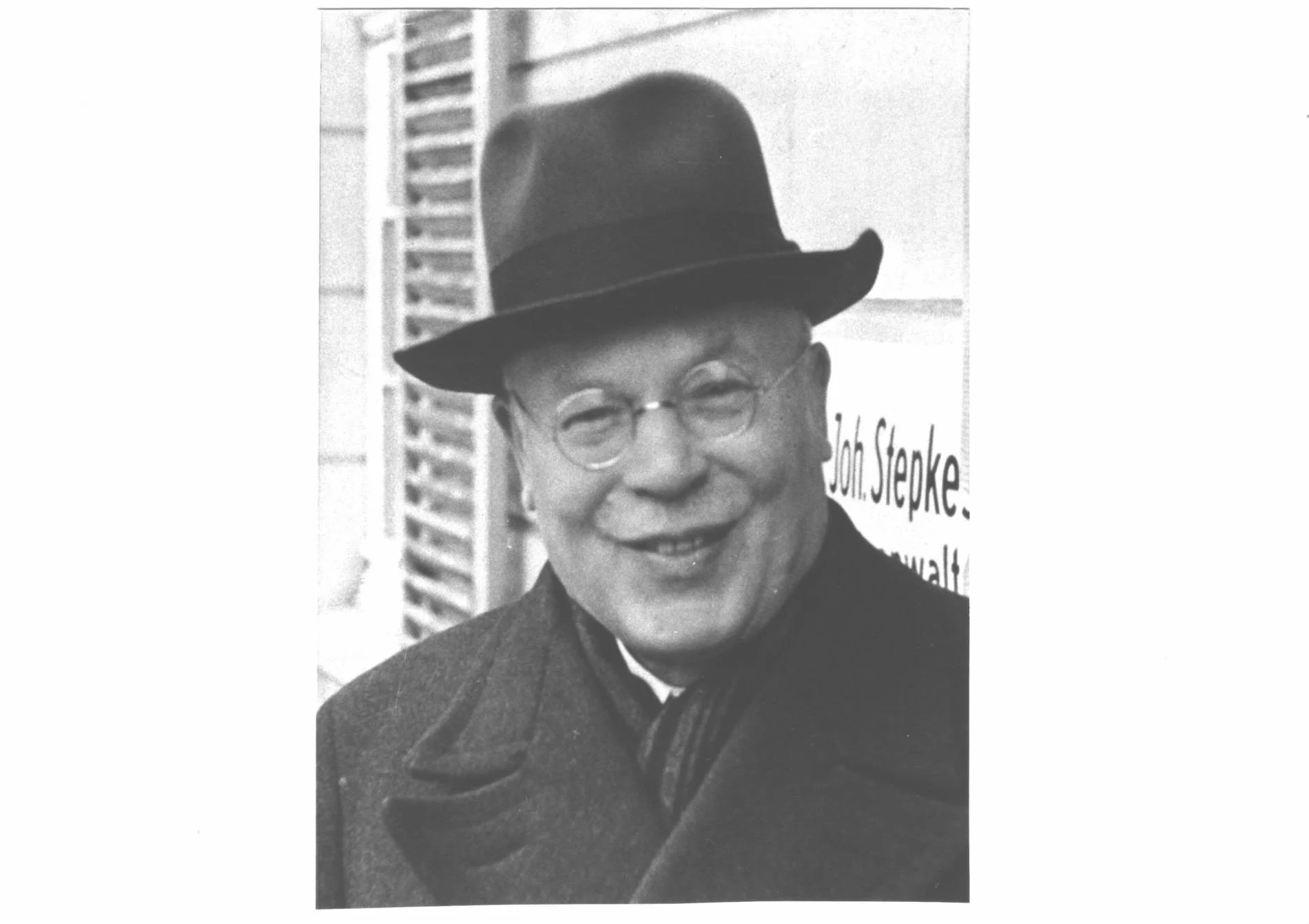
Johannes Stepkes

Johannes Stepkes (* 9. Januar 1884 in St. Tönis; † 5. August 1966 in Krefeld) war ein deutscher Verwaltungsjurist und Kommunalpolitiker (CDU).

## Werdegang
Stepkes besuchte die Volksschule in St. Tönis und danach bis zum Abitur das Collegium Augustinianum Gaesdonck. Im Anschluss studierte er Rechtswissenschaft in Freiburg, Münster, München und Bonn. 1906 legte er die erste juristische Staatsprüfung ab. In den folgenden Jahren bereitete er seine Promotion 1908 in Leipzig vor, diente als Einjährig-Freiwilliger bei der Preußischen Armee und absolvierte ein Referendariat beim Oberlandesgericht Düsseldorf. Nach der zweiten juristischen Staatsprüfung 1912 kam er als Gerichtsassessor an das Amtsgericht Krefeld. Während des Ersten Weltkriegs war er Kompanieführer und Regimentsadjutant.
Nach Kriegsende nahm er am 1. Oktober 1918 eine Stelle als juristischer Hilfsarbeiter bei der Stadt Krefeld an. Zum 1. Mai 1920 wechselte er als Amtsrichter nach Mönchengladbach und wurde am 16. September 1920 Beigeordneter der Stadt Krefeld. Am 14. April 1932 wurde er zum Bürgermeister der Stadt Kleve ernannt. Nach Machtübernahme der Nationalsozialisten wurde Stepkes, der Mitglied des linken Flügels des Deutschen Zentrumspartei war, am 19. Mai 1933 zunächst beurlaubt und zum 4. Januar 1934 vorzeitig in den Ruhestand versetzt. Bis zum Zusammenbruch des NS-Staats war er als Rechtsanwalt in Krefeld tätig. Nach Befreiung der Stadt wurde er von der amerikanischen Militärregierung am 4. März 1945 als Bürgermeister der Stadt Krefeld (ab 30. Mai Oberbürgermeister) eingesetzt. Am 28. Februar 1946 berief ihn der Kommandant der Militärregierung Pownall zum Oberstadtdirektor. Mit sechs unbelasteten Mitarbeitern baute er eine neue Verwaltung auf. Hauptaufgaben seiner Amtszeit waren die Einleitung des Wiederaufbaus der Stadt und die Eingliederung von 30.000 während des Krieges evakuierter Bürger sowie etwa 15.000 Flüchtlingen. Am 31. März 1949 ging er als Oberstadtdirektor in den Ruhestand, arbeitete aber weiter als Rechtsanwalt.

## Ehrungen
- 1954: Verdienstkreuz (Steckkreuz) der Bundesrepublik Deutschland